# نورمان أرمسترونغ (لاعب كرة قدم أسترالية)
نورمان أرمسترونغ (بالإنجليزية: Norm Armstrong)‏ هو لاعب كرة قدم أسترالية أسترالي، ولد في 2 يوليو 1925، وتوفي في 18 مايو 2015.

## وصلات خارجية
- نورمان أرمسترونغ على موقع AustralianFootball.com (الإنجليزية)
- نورمان أرمسترونغ على موقع AFLtables.com (الإنجليزية)